# بروفيدانس الجديدة

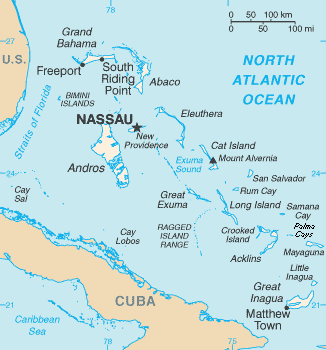
موقع الجزيرة في البهاما

بروفيدانس الجديدة أو نيو بروفيدانس هي أحد جزر البهاما وأكثرها اكتظاظا بالسكان. وكان الجذب الأصلي إلى بروفيدانس الجديدة هو أنها واحدة من أفضل الموانئ الطبيعية المحمية للسفن الصغيرة في البحر الكاريبي.
تقع الجزيرة في أقصى الغرب من المحيط الأطلسي، وهي من ضمن أرخبيل البهاما، ومساحة الجزيرة هي 207 كم مربع، وأعلى نقطة فيها ترتفع ل10 أقدام. أكبر مدينة في الجزيرة هي عاصمة الدولة وأكبر مدنها أيضاً, وهي مدينة ناساو, وتعداد سكان الجزيرة هو 330,000, يسكن في العاصمة 260,000 من ساكني الجزيرة. أغلبية السكان هم من الأفارقة ويمثلون 85% من سكان الجزيرة.
أقرب الجزر لبروفيدانس الجديدة هم جزيرة أندروس إلى الغرب، إلوثيرا إلى الشرق، وجزيرة أباكو في الشمال.

## أعلام
- كاترينا سايمور
- أدريان غريفيث
- رودريك بوي
- إليسون جرينسلاد
- بيري جوميز